# Nevelsky (huyện của Pskov)
Huyện Nevelsky (tiếng Nga: ? райо́н) là một huyện hành chính tự quản (raion), của Tỉnh Pskov, Nga. Huyện có diện tích 2646 kilômét vuông, dân số thời điểm ngày 1 tháng 1 năm 2000 là 34200 người. Trung tâm của huyện đóng ở Nevel'.